# Neolasioptera punicei
Neolasioptera punicei är en tvåvingeart som först beskrevs av Brodie 1909.  Neolasioptera punicei ingår i släktet Neolasioptera och familjen gallmyggor.
Artens utbredningsområde är Ontario. Inga underarter finns listade i Catalogue of Life.